# Cogollos Vega
Cogollos Vega település Spanyolországban, Granada tartományban. Cogollos Vega Albolote, Deifontes, Iznalloz, Huétor Santillán, Nívar, Güevéjar és Calicasas községekkel határos. Lakosainak száma 2084 fő (2024).

## Népesség
A település népessége az elmúlt években az alábbi módon változott:
| Lakosok száma | 1998 | 1935 | 2095 | 2083 | 2029 | 2043 | 2096 | 2031 | 2015 | 2084 |
|               | 2001 | 2004 | 2006 | 2009 | 2011 | 2014 | 2016 | 2019 | 2021 | 2024 |